# 加瀬忠
加瀬 忠（かせ ただし、1941年12月25日 - ）は、日本の教育家、元陸上選手。元マドリッド日本人学校校長、元スペイン・フェリペII世大学翻訳学部PROFESOR。千葉県銚子市出身。

## 略歴
- 1941年、千葉県生まれ。学生時代は東洋大学陸上競技部箱根駅伝チームのキャプテンとして活躍。
- 1964年、箱根駅伝4位入賞。同年、実業団チームには加わらずに、熊谷市立妻沼東中学校社会科教員となる。
- 1985年、埼玉県教育局管理主事。
- 1989年、埼玉県教育局主任管理主事兼管理係長。
- 1991年、熊谷市立小島中学校校長。
- 1993年、大里教育事務所指導課主任指導主事 兼 熊谷市立富士見中学校校長。
- 1994年、文部省派遣・マドリッド日本人学校校長。
- 1995年、同 マドリッド日本人学校校長兼マドリッド補習授業校校長。
- 2001年、スペイン文部省よりPROFESORのステータスを授与される。
- 2001年、スペイン国立フェリペII世大学・翻訳学部 PROFESOR。
- 2004年、スペイン国立フェリペII世大学を63歳で退職し帰国。
- 2005年、熊谷市で60歳以上のシニアを対象にした「英会話教室・スペイン語会話教室」及び小学生を対象にした学習会を指導し、現在に至る。

## 人物
加瀬は、1961年箱根駅伝に憧れて東洋大学経済学部に入学し、現役時代は選手、チームのキャプテンとして、その後、1966年～1974年、東洋大学陸上競技部箱根駅伝チームのコーチ、監督として黎明期の東洋大学箱根駅伝チームを佐々木秀幸と共に指導する。
1994年、文部省の派遣で、スペイン・マドリッド日本人学校校長として赴任し、在外教育施設の管理・運営にあたる。1995年には、マドリッド日本人学校小学部に、教育課程に位置付けた「英会話」の授業を導入し、いち早く日本の小学校英語教育に先鞭をつけると共に、日本の「国際理解教育」「海外子女教育」に影響を与える。
2001年、自身の著書並びにウェブサイト「マドリッド通信」で発信した論文「EU統合の歴史的必然性」等が高く評価され、スペイン文部省よりPROFESORのステータスを授与される。同年、スペイン・フェリペII世大学翻訳学部のPROFESORに就任し、コンピューターを駆使した先進的な語学教育で多くのスペイン人学生を世に送り出すなど、日西両国の国際理解教育に大きく貢献している。
日本浪曲協会会長を務めた浪曲師の澤孝子は実姉。

## 著書
- マドリッド通信 ― スペインで実現する多忙な日本人の充実した人生 （文芸社） 2006年  ISBN 978-4286009551
- 続・マドリッド通信
- はじめての日本語―1